# Amayuca
Amayuca es una localidad del estado mexicano de Morelos. Es parte del municipio de Jantetelco.

## Toponimia
El nombre «Amayuca» proviene de los términos en náhuatl: amatl, papel amate; yocan, acción. Su significado es «Lugar donde se hace papel amate».

## Demografía
| Gráfica de evolución demográfica |
|                                  |

| Censo | Población |
| ----- | --------- |
| 1900  | 1189      |
| 1910  | 1192      |
| 1921  | 1173      |
| 1930  | 1235      |
| 1940  | 1321      |
| 1950  | 1598      |
| 1960  | 1829      |
| 1970  | 5296      |
| 1980  | 3598      |
| 1990  | 3870      |
| 2000  | 4613      |
| 2010  | 5287      |
| 2020  | 5854      |